# Márcio José
José Márcio Loreno de Assumpção (Belo Horizonte, 18 de novembro de 1942 – Rio de Janeiro, 31 de agosto de 2002), conhecido artisticamente por Márcio José, foi um cantor brasileiro.

## Carreira
Na infância, Márcio José cantava em todas as festas de seu colégio. Estudou piano e integrou o "Bando dos Cariúnas", com Helvius Vilela. Fez parte dos movimentos da MPB, com Milton Nascimento, Paulinho Paiva, Nivaldo Ornelas, Pascoal Meirelles e Márcio Borges.
Iniciou a carreira cantando em casas noturnas de Belo Horizonte, nas rádios Guarani e Inconfidência e na TV Itacolomi, onde conheceu Clara Nunes e Rosana Toledo. Ao lado de Aécio Flávio, Chiquinho Braga e Waltinho, formou a "Banda Bacana", e em 1969, participou do Festival Internacional da Canção, interpretando uma canção de Toninho Horta e Márcio Borges. Mudou-se para o Rio de Janeiro em 1970, participando da orquestra de Ed Maciel na condição de convidado. Interrompeu a carreira em 1996, devido a problemas de saúde, e morreu em agosto de 2002, aos 59 anos.
O cantor gravou em 1975  a música  "O telefone chora" (versão da música Le téléphone pleure, de Claude François), o maior sucesso de sua carreira, na qual Márcio dialoga com uma suposta filha que não o conhecia e perguntava sobre a mãe, tratando o cantor como "titio". A voz da menina é da atriz e dubladora Aliomar de Matos, que dublava Sally Field na série The Flying Nun ("A noviça voadora").